# Teoria das cordas bosônicas
A teoria das cordas bosônicas é uma quantidade matemática que pode ser usada para prever como cordas se movem através do espaço e do tempo, formulada em termos da ação Nambu-Goto. Ao aplicar as idéias da mecânica quântica para o procedimento da ação Nambu-Goto (conhecido como quantização) pode-se deduzir que cada corda pode vibrar em muitas maneiras diferentes, e que cada estado vibracional parece ser uma partícula diferente. Teoria das cordas bosônicas é a versão original da teoria das cordas, desenvolvido no final de 1960